# سرخیو مورا (زاده ۱۹۷۹)
سرخیو مورا (انگلیسی: Sergio Mora؛ زادهٔ ۳۰ اوت ۱۹۷۹) بازیکن فوتبال اهل اسپانیا است.
از باشگاه‌هایی که در آن بازی کرده‌است می‌توان به باشگاه فوتبال هرکولس، باشگاه فوتبال دپورتیوو آلاوس، باشگاه فوتبال رایو وایکانو، باشگاه فوتبال آلکورکون، و باشگاه فوتبال ختافه اشاره کرد.